# Zugriffstransparenz
Zugriffstransparenz ist ein Begriff aus der Software-Technik. Besonders im Bereich der verteilten Systeme beschreibt die Zugriffstransparenz die gewünschte Eigenschaft von Softwarekomponenten, dass der Zugriff auf Methoden oder Argumente einer Komponente immer auf die gleiche Art erfolgt, unabhängig davon ob diese lokal (auf demselben Rechner) oder entfernt (auf einem über ein Netzwerk erreichbaren Rechner) liegt. Allgemein ist der Zugriff auf  Dateisysteme transparent, so dass mit denselben Funktionen auf lokale Dateisysteme verschiedenartiger Datenträger und  Netzwerkdateisysteme zugegriffen werden kann.
Beispiele für Middleware-Architekturen die Zugriffstransparenz unterstützen sind CORBA (für verschiedene Programmiersprachen) und RMI (für Java).